# Улрих фон Урзлинген
Улрих фон Урзлинген/Урслинген (на немски: Ulrich von Urslingen; † сл. 1193) от швабския знатен род Урслинген/Урзлинген, е господар на Урслинген/Урзлинген (1188 – 1193), баща на господарите на Раполтщайн (днес Рибовил, на френски: Рибеаувиллé) в Елзас и прародител на графовете на Раполтсхайм. Той е доказан през 1118/1193 г.

## Произход
Фамилията му произлиза от Урзлинген/Урслинген (днес част от Дитинген при Ротвайл в днешен Баден-Вюртемберг) на горен Некар. От фамилния замък Урзлинген/Урслинген, който е разрушен през 16 век, са запазени само няколко кули.
Той е син на господар Егелолф (Егенолф) фон Урзлинген († сл. 1188), подеста на Пиаченца (1162), и съпругата му Хема фон Раполтщайн († сл. 1156), дъщеря на Адалберт фон Раполтщайн. Внук е на Свигер фон Урзлинген († сл. 1137) и племенник на херцог Конрад от Сполето, граф на Асиси († 1202) и на Юта фон Урзлинген († сл. 1219), омъжена за Енгелхард II фон Вайнсберг († сл. 1212).
Неговия потомък Йохан Якоб фон Раполтсхайм получава графската титла, но с него родът умира по мъжка линия през 1673 г.

## Фамилия
Улрих фон Урзлинген се жени за Гута фон Страсбург († сл. 1219), сестра на фогта на Щрасбург Анселм фон Рейнау. Те имат двама сина:
- Егенолф I фон Раполтщайн († ок. 1221), господар на Раполтщайн (1193 – 1221), има два сина
- Анселм I фон Раполтщайн († сл. 15 януари 1236), господар на Раполтщайн (1193 – 1236), неженен